# Laaga Chunari Mein Daag – Der Weg einer Frau
Laaga Chunari Mein Daag – Der Weg einer Frau (Hindi: ; wörtl. Übersetzung: Mein Schleier ist befleckt) ist ein Hindi-Filmdrama von Pradeep Sarkar aus dem Jahr 2007.

## Handlung
Vaibhavari Sahay, liebevoll „Badki“ und Shubhavari Sahay, liebevoll „Chutki“ genannt, sind die Töchter von Shivshankar Sahay und Sabitri Sahay. Sie leben gemeinsam am Ufer des Ganges in Benares. Sie sind glücklich, obwohl die Familie relativ arm ist.
Doch ihre Existenz ist bedroht, denn das Haus, in dem sie wohnen, gehört Shivshankars griesgrämigem Bruder der jeden Tag droht, die Familie vor die Türe zu setzen. Als alle finanziellen Hoffnungen sich in Luft auflösen, beschließt Badki, nach Mumbai zu ziehen, um dort eine Arbeit zu suchen.
Da sie keine Ausbildung hat, bleibt sie erfolglos – bis ein Manager ihr einen Job verspricht, wenn sie mit ihm schläft. Die verzweifelte Badki willigt ein, doch er zieht sein Angebot nach dem Sex zurück. Da sie nun eine gefallene Frau ist, krempelt Badki ihr Leben um: Sie nennt sich Natasha und arbeitet als Luxuscallgirl.
Ihrer Familie sagt sie nichts davon. Sie sagt, sie ist eine Event Planerin. Sie sendet ihrer Familie Geld für die Medikamente ihres Vaters. Und um die Familie zu Hause vor einem Ausschluss aus der Gesellschaft zu bewahren, verbirgt Badki ihr Geheimnis. Bald häuft sie Reichtum an und verkehrt in den besten Kreisen.
Nachdem Chutki ihre Ausbildung beendet hat erscheint sie unangekündigt in Mumbai, um bei Badki zu leben. Die jüngere Schwester bekommt einen Job bei der Agentur „Matrix Anzeigen“ und verliebt sich in ihren Chef, Vivaan. Badki verliebt sich währenddessen in den Anwalt Rohan. Aber sie verlässt ihn aus Angst davor, dass er angewidert von ihrem Beruf ist. Chukti entdeckt zufällig, was Badki tut, um ihren Lebensunterhalt zu verdienen.
Die beiden Schwestern gehen für Chutkis Hochzeit zurück nach Benares. Dort trifft Badki wieder Rohan. Er sagt ihr, dass er Vivaans Bruder ist. Die alten Gefühle zwischen den beiden tauchen wieder auf und schließlich bittet Rohan Badki ihn zu heiraten. Aber Badki weigert sich, denn sie denkt, dass Rohan sie nie akzeptieren würde, nachdem er ihren Beruf weiß. Chutki überzeugt Badki noch einmal, über ihr Glück und den Antrag von Rohan nachzudenken. Während des Gesprächs realisieren Shivshankar, Sabitri und Chutki, was Badki für die Familie getan hat. Badki offenbart Rohan ihren Beruf, und er sagt ihr, dass er schon wusste, was sie macht. Er wusste von dem Moment an, als er sie mit ihrem Kunden in Zürich traf, dass sie ein Call Girl ist. Obwohl er dies wusste macht Rohan ihr einen Heiratsantrag, den Badki akzeptiert.

## Musik
| # | Titel                     | Sänger                                                           | Länge |
| - | ------------------------- | ---------------------------------------------------------------- | ----- |
| 1 | Hum To Aise Hain          | Sunidhi Chauhan, Shreya Ghoshal, Swanand Kirkire & Pranab Biswas | 05:07 |
| 2 | Zara Gungunalein Chalo    | Babul Supriyo & Mahalakshmi Iyer                                 | 04:46 |
| 3 | Chunari Mein Daag         | Shubha Mudgal & Meeta Vashisht                                   | 04:21 |
| 4 | Ik Teekhi Teekhi Si Ladki | KK & Shreya Ghoshal                                              | 04:45 |
| 5 | Ehi Thaiyaa Motiya        | Rekha Bhardwaj                                                   | 04:40 |
| 6 | Kachchi Kaliyaan          | Sonu Nigam, KK, Sunidhi Chauhan & Shreya Ghoshal                 | 04:35 |

## Drehorte
Das Lied Hum To Aise Hain wurde am Ganges in Benares gedreht. In dem Lied Zara Gungunalein Chalowaren die Schauplätze unter anderem in Luzern und Bern.

## Hintergründe
Der Film wurde am 12. Oktober 2007 in Indien veröffentlicht. In Deutschland erschien die DVD am 4. Juli 2008. Die Produktionsfirma ist Yash Raj Films.

## Synchronisation
| Darsteller         | Rolle                               | Synchronsprecher   |
| ------------------ | ----------------------------------- | ------------------ |
| Rani Mukerji       | Vibhavari Sahay ('Badki') / Natasha | Tanja Geke         |
| Konkona Sen Sharma | Shubhavari Sahay ('Chutki')         | Ilona Brokowski    |
| Jaya Bachchan      | Shabitri Sahay                      | Katharina Lopinski |
| Anupam Kher        | Sahay                               | Reinhard Kuhnert   |
| Abhishek Bachchan  | Rohan Varma                         | Benjamin Völz      |
| Hema Malini        | Tänzerin                            | Karin Buchholz     |
| Kunal Kapoor       | Vivaan Varma                        | Markus Pfeiffer    |
| Sushant Singh      | Ratan Sahay                         | Thomas Nero Wolff  |
| Taraana Raja       | Sophia                              | Diana Borgwardt    |

## Auszeichnungen
Der Film war bei den Filmfare Awards 2008 zweifach nominiert:
- Filmfare Award/Beste Hauptdarstellerin: Rani Mukerji
- Filmfare Award/Beste Nebendarstellerin: Konkana Sen Sharma

Stardust
Schauspielerin des Jahres 2008: Rani Mukerji (nominiert)

## Kritik
„Eindimensionales Melodram ohne vertiefte Konflikte, das sich ganz auf das überzeugende Spiel der Darsteller verlässt.“